# Homolobus sungkangensis
Homolobus sungkangensis är en stekelart som beskrevs av Chou och Hsu 1995. Homolobus sungkangensis ingår i släktet Homolobus och familjen bracksteklar. Inga underarter finns listade i Catalogue of Life.